# División Sureste de la NBA
La División Sureste es una división de la Conferencia Este de la NBA.

## Equipos actuales
| Equipo                                                                     | Ciudad                    | Año   | Desde             |
| Equipo                                                                     | Ciudad                    | Unión | Unión             |
| -------------------------------------------------------------------------- | ------------------------- | ----- | ----------------- |
| Atlanta Hawks                                                              | Atlanta, Georgia          | 2004  | Central Division  |
| Charlotte Hornets (1988–2002; 2014–presente) Charlotte Bobcats (2004–2014) | Charlotte, North Carolina | 2004  | —†                |
| Miami Heat                                                                 | Miami, Florida            | 2004  | Atlantic Division |
| Orlando Magic                                                              | Orlando, Florida          | 2004  | Atlantic Division |
| Washington Wizards                                                         | Washington D. C.          | 2004  | Atlantic Division |

Notas
- † denota un equipo de expansión.

### Equipos a lo largo de la historia
|  | Denota equipo que pertenece actualmente a la división |
|  | Denota equipo que dejó la división                    |

## Campeones
|  | Obtiene o iguala el mejor balance victorias-derrotas de esa temporada |

| Temporada | Equipo             | Récord       | Resultado en playoffs             |
| --------- | ------------------ | ------------ | --------------------------------- |
| 2004-05   | Miami Heat         | 59–23 (.720) | Pierde Finales de Conferencia     |
| 2005-06   | Miami Heat         | 52–30 (.634) | Gana Finales de la NBA            |
| 2006-07   | Miami Heat         | 44–38 (.537) | Pierde 1.ª ronda                  |
| 2007-08   | Orlando Magic      | 52–30 (.634) | Pierde Semifinales de Conferencia |
| 2008-09   | Orlando Magic      | 59–23 (.720) | Pierde Finales de la NBA          |
| 2009-10   | Orlando Magic      | 59–23 (.720) | Pierde Finales de Conferencia     |
| 2010-11   | Miami Heat         | 58–24 (.707) | Pierde Finales de la NBA          |
| 2011-12   | Miami Heat         | 46–20 (.697) | Gana Finales de la NBA            |
| 2012-13   | Miami Heat         | 66–16 (.805) | Gana Finales de la NBA            |
| 2013-14   | Miami Heat         | 54–28 (.659) | Pierde Finales de la NBA          |
| 2014-15   | Atlanta Hawks      | 60–22 (.732) | Pierde Finales de Conferencia     |
| 2015-16   | Miami Heat         | 48–34 (.585) | Pierde Semifinales de Conferencia |
| 2016-17   | Washington Wizards | 49–33 (.598) | Pierde Semifinales de Conferencia |
| 2017-18   | Miami Heat         | 44–38 (.537) | Pierde 1.ª ronda                  |
| 2018-19   | Orlando Magic      | 42–40 (.512) | Pierde 1.ª ronda                  |
| 2019-20   | Miami Heat         | 44–29 (.603) | Pierde Finales de la NBA          |
| 2020-21   | Atlanta Hawks      | 41–31 (.569) | Pierde Finales de Conferencia     |
| 2021-22   | Miami Heat         | 53–29 (.646) | Pierde Finales de Conferencia     |
| 2022-23   | Miami Heat         | 44–38 (.537) | Pierde Finales de la NBA          |
| 2023-24   | Orlando Magic      | 47–35 (.573) | Pierde 1.ª ronda                  |
| 2024-25   | Orlando Magic      | 41–41 (.500) | Pierde 1.ª ronda                  |

## Títulos
| Equipo             | Títulos | Temporada(s)                                                                                               |
| ------------------ | ------- | --- |
| Miami Heat         | 12      | 2004-05, 2005-06, 2006-07, 2010-11, 2011-12, 2012-13, 2013-14, 2015-16, 2017-18, 2019-20, 2021-22, 2022-23 |
| Orlando Magic      | 6       | 2007-08, 2008-09, 2009-10, 2018-19, 2023-24, 2024-25                                                       |
| Atlanta Hawks      | 2       | 2014-15, 2020-21                                                                                           |
| Washington Wizards | 1       | 2016-17 |
| Charlotte Hornets  | 0       | |